# Lisa Misipeka
Lisa Vasa Misipeka (ur. 3 stycznia 1975) – samoańska lekkoatletka, specjalizująca się w rzucie młotem, zdobywczyni pierwszego w historii medalu dla reprezentacji Samoa Amerykańskiego na międzynarodowych zawodach.
W swojej karierze występowała w trzech konkurencjach lekkoatletycznych: rzucie dyskiem, pchnięciu kulą i rzucie młotem.
Podczas igrzysk olimpijskich w 2004, w Atenach była chorążym reprezentacji Samoa Amerykańskiego.

## Pchnięcie kulą
5 sierpnia 1995 podczas Mistrzostw Świata w Lekkoatletyce w Göteborgu zajęła 11. miejsce w swojej grupie w kwalifikacjach do finału pchnięcia kulą nie uzyskując awansu. 31 lipca 1996 podczas XXVI Letnich Igrzysk Olimpijskich w Atlancie zajęła 25. miejsce w kwalifikacjach tej samej konkurencji, również nie dostając się do finału.

## Rzut młotem
Podczas siódmych Mistrzostw Świata w Lekkoatletyce w Sewilli 24 sierpnia 1999 osiągnęła życiowy sukces. Uzyskując ówczesny rekord życiowy (66,06 metra), zdobyła brązowy medal, co jest jak dotychczas jedynym medalem dla reprezentacji Samoa Amerykańskiego na międzynarodowej imprezie sportowej. 27 września 2000 podczas igrzysk w Sydney zajęła siódme miejsce w kwalifikacjach w swojej grupie, co nie dało jej prawa do występu finałowego. 6 sierpnia 2001 podczas MŚ w Edmonton uzyskała 63,34 metra, co dało jej 11. lokatę w kwalifikacjach w swojej grupie i ponownie brak prawa do rzucania w finale. Ostatni występ na Mistrzostwach Świata zaliczyła 26 sierpnia 2003 w Paryżu, gdzie zajęła 13. miejsce w kwalifikacjach w swojej grupie, tym samym nie awansując do finałowej "12". Na igrzyskach olimpijskich w Atenach nie udało się jej zaliczyć żadnej próby w eliminacjach.

## Rekordy życiowe
Rekord życiowy Lisy Misipeki w rzucie dyskiem to 51,76 metra uzyskane w 1997 w Columbii. Najlepszy wynik w rzucie młotem to 69,24 metra uzyskane 8 czerwca 2003 roku w Burnaby, a w pchnięciu kulą 16,67 metra uzyskane 15 kwietnia 1995 w Columbii.
| konkurencja    | wynik   | miejsce, data         |
| rzut dyskiem   | 51,76 m | Columbia (1997)       |
| rzut młotem    | 69,24 m | Burnaby (8.06.2003)   |
| pchnięcie kulą | 16,67 m | Columbia (15.04.1995) |

Misipeka jest rekordzistką Samoa w rzucie młotem oraz pchnięcia kulą.